# Bandung
Bandung je jedno z největších měst Indonésie a hlavní město provincie Západní Jáva. Žije zde asi 2,4 mil. obyvatel, metropolitní oblast obývá přes 7 milionů lidí, převážně Sundánců, významnou menšinu tvoří Javánci. Většina obyvatel se hlásí k islámu.

## Popis

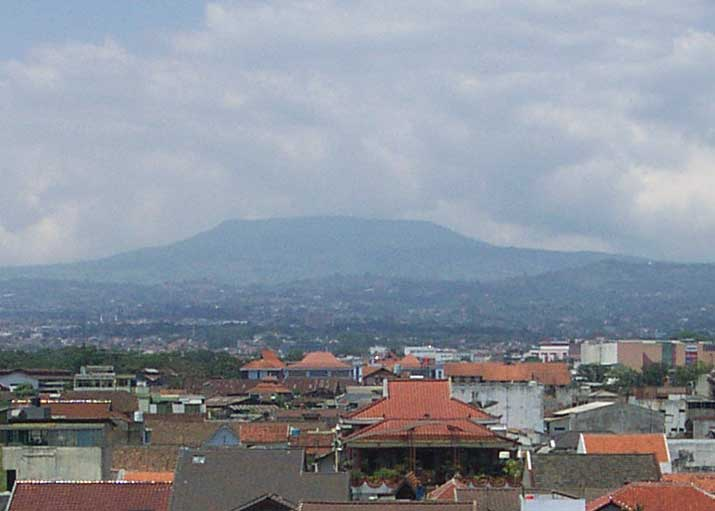
Stratovulkán Tangkuban Perahu, ležící severně od Bandungu, je jednou s dominant tohoto města

Bandung se nachází ve vnitrozemí západní Jávy, v údolí obkopeném horami vulkanického původu. Tento přírodní ochranný systém přispěl ve dvacátých letech 20. století ke vzniku myšlenky, aby Bandung nahradil Batavii (dnešní Jakarta) ve funkci hlavního města Nizozemské východní Indie, tento plán ale nebyl uskutečněn.
V roce 1955 zde proběhla Bandungská konference, první mezinárodní setkání afrických a asijských zemí.
Podnebí města je tropické s malými rozdíly teplot v průběhu roku. Většina srážek spadne v období dešťů mezi říjnem a dubnem.

## Partnerská města
- Braunschweig, Německo
- Cebu, Filipíny
- Fort Worth, Spojené státy americké
- Klagenfurt, Rakousko
- Seremban, Malajsie
- Topoľčianky, Slovensko
- Suwon, Jižní Korea
- Liou-čou, Čína
- Jing-kchou, Čína
- Bari, Itálie